# Amabrana plumbata
Amabrana plumbata is een vlinder uit de familie van de bladrollers (Tortricidae). De wetenschappelijke naam van de soort is voor het eerst geldig gepubliceerd in 2012 door Józef Razowski & Janusz Wojtusiak.

## Type
- holotype: "male, 19.II.1985, leg. J. Wojtusiak, genitalia slide no. 1168"
- instituut: MZUJ, Krakau, Polen
- typelocatie: "Nigeria, Bendel State, Okomu Forest Reserve"